# 因果関係の錯誤
故意論における錯誤（構成要件的事実の錯誤という）とは、行為者の認識・予見と特定の構成要件に該当する客観的事実（犯罪事実という）とが異なることをいう。したがって、因果関係の錯誤とは、行為者が自己の行為から特定の因果関係の経過をたどって結果が発生すると思っていたが、現実にはその因果関係の経過とは異なる経路で同じ結果が生じた場合をいう。

## 因果関係の錯誤と故意の成否
通常（という限定をつけるのは、構成要件が特定の因果経過を予定している場合があるからである）、具体的な因果関係の経過は構成要件上重要とはいえないから、行為者の認識していた因果経過と実際に生じた因果経過とが、構成要件の客観面において因果関係があるということを前提にして、相当因果関係の範囲内で符合すれば、その錯誤は故意の成立を妨げる原因とはならない。通説では、実行行為と構成要件的結果との間に成り立つ原因・結果関係を問題にする因果関係論と行為者の予見した因果の経過と現実に発生した因果の経過の不一致を問題にする因果関係の錯誤の問題を区別する。
行為者に故意があるというためには、（後述する因果関係の認識不要説を除き）刑法上、客観面において因果関係があると評価できるだけの因果関係を行為者が認識していることが必要であるが、現実に生じた因果経過が行為者の認識した因果経過と一致する必要はない。
これは、刑法の適用が問題となる事例で考えるよりも、ビリヤードやブロック崩しなどの卑近な例で考えると分かりやすい。
いま、ビリヤードのナインボールをプレイしているプレイヤーが、9番ボールをあるポケットに沈めようとしている。彼は、手玉を9番ボールに直接当ててそのポケットに沈めようと思っていたが、玉を突く時に手がすべり、手玉はクッションではね返ってから9番ボールに当たった。しかし、偶然にも9番ボールは狙ったとおりのポケットに沈み、彼はゲームに勝利した。
この設例では、「9番ボールがポケットに沈んだこと（および手玉がポケットに入らなかったこと）」と「その結果がプレイヤーの行為によって生じたこと」が重要であり、手玉がどのような経路で9番ボールに当たったかや、9番ボールが具体的にどのように動いたか（刑法でいえば、具体的な因果経過）は重要でない（実はゲームの勝敗という観点からは、9番ボールがどのポケットに入るかも重要ではない）。もっとも、例えば仮にルールで「手玉を狙いの玉に当てるには、手玉をクッションに当ててはいけない」と定められていた場合（刑法の例でいえば、構成要件が特定の因果経過を予定していた場合に当たる）、この例におけるプレイヤーはゲームに勝利することができない。このような場合には、因果関係の経過が重要である。
因果関係の錯誤に関する著名な事例としては次の2つがある。
一つはヴェーバーの概括的故意（遅すぎた構成要件実現）といわれる例である。
これは、主観的には首を絞めて死亡させようと思ったが、客観的には、首を絞めたあと被害者は生存しており、川に投げ込んだ後に溺死したというのが代表的な事例である。
つまり、予定していた因果経過よりも遅く結果が生じてしまったときである。
いま一つは、これと主観と客観が逆となる'早すぎた構成要件実現といわれる例である。
例えば、主観的には首を絞めた後に川に投げ込んで溺死させようと思ったが、客観的には、首を絞めたあと、それによって被害者が死亡してしまったという事例が考えられる。
つまり、予定していた因果経過よりも早く結果が生じてしまった場合である。

## 因果関係の認識不要説
上記通説は、故意の成立に因果関係の認識を必要とする立場から、因果関係の錯誤がある場合に、それを理由として故意がないとする余地があることを認める。
これに対し、因果関係の認識不要説は、故意の成立には因果関係の認識は必要でなく、その錯誤がある場合であってもおよそ故意がないとすることはできないとする。もっとも、この見解も、通説的見解が因果関係の錯誤により故意がないとする事例については、「実行行為性の認識がない」として故意が成立しないとするので、両説は刑法体系に関する考え方の違いにすぎないともいえる。